# Tetri Giorgi
Tetri Giorgi (gruz. თეთრი გიორგი, "Bijeli Juraj") jedno je od lokalnih imena kršćanskog svetog Jurja u Gruziji, posebno u sjeveroistočnim brdskim četvrtima te zemlje.
Tetri Giorgi korišten je kao nacionalni simbol, kao dio gruzijskog grba u godinama 1918. – 1921. i 1991. – 2004. Ime Tetri Giorgi također je prihvatilo nekoliko političkih i nepolitičkih organizacija, značajno antisovjetska gruzijska emigrantska skupina u Europi i paravojna jedinica iz 1990-ih.

## Povijest
Svetog Jurja štovali su u Gruziji od kasne antike. Egzonim Georgia primijenjen je na zemlju od 11. ili 12. stoljeća, vjerojatno lažnom etimologijom, ali nadahnut velikom popularnošću tamošnjeg sveca.
Kult Tetri Giorgija povezan je posebno s regijom Kahetijom. Sinkretistički je, kombinirajući kršćanskog sveca s kultom lokalnog lunarnog božanstva.
Blagdan Tetri Giorgi (tetrigiorgoba), odvojen od blagdana kršćanskog sveca, obilježavao se jednom svake godine - 14. kolovoza, kada su mnogi hodočasnici iz istočnih gruzijskih provincija prisustvovali noćnim proslavama u glavnom svetištu, crkvi iz 14. stoljeća s pogledom na selo Ackuri u današnjoj općini Ahmeta u Kahetiji.

## U heraldici
U svibnju 1918. godine, Demokratska Republika Gruzija - tek neovisna od Ruskog Carstva - izabrala je konjički prikaz Tetrija Giorgija za središnje mjesto svog grba. No slika je postala sekularnija jer je gruzijska socijaldemokratska vlada nije bila naklonjena njezinoj kršćanskoj simbolici, podsjeća Revaz Gabašvili, kritičar suvremene gruzijske vlade.  U ovom dizajnu, Tetri Giorgi prikazan je kao naoružani konjanik ispod prikaza "Sedam nebeskih zvijezda" (sedam klasičnih planeta).
Ovaj se grb koristio do sovjetskog preuzimanja 1921. godine i ponovno u postsovjetskoj Gruziji od 1991. do 2004. godine.